# Jacques Monod
Jacques Lucien Monod (París, França 1910 - Canes 1976) fou un químic, bioquímic i professor universitari francès guardonat amb el Premi Nobel de Medicina o Fisiologia l'any 1965.

## Biografia
Va néixer el 9 de febrer de 1910 a la ciutat de París. Després de passar la seva infància al sud de França l'any 1928 retornà a París per iniciar els seus estudis superiors de ciències naturals a La Sorbona, on es doctorà l'any 1941. Després d'haver treballat a l'Institut Tecnològic de Califòrnia, va tornar a París i el 1945 va ingressar a l'Institut Pasteur, del qual en fou director entre 1971 i 1976. Així mateix l'any 1954 fou nomenat professor de química a La Sorbona.
Va ser condecorat amb la Creu de Guerra pels seus serveis en la Resistència francesa durant la Segona Guerra Mundial. Monod morí el 31 de maig de 1976 a la ciutat de Canes, població situada a la regió de Provença-Alps-Costa Blava.

## Recerca científica
Pioner de la genètica molecular participà al costat de François Jacob en l'Operació lac per la qual es va observar certes analogies entre la lisogènia i la possibilitat d'induir en certs bacteris la síntesi de la lactasa, l'enzim obtingut de la descomposició de la lactosa. Els resultats obtinguts els va permetre aclarir els mecanismes genètics responsables de l'intercanvi de gens entre els bacteris. Aquests intercanvis confereixen a les noves característiques dels bacteris que els permet, per exemple, sintetitzar les proteïnes. Aquests descobriments són l'origen de la revolució tecnològica de l'enginyeria genètica, i en la conclusió d'aquest treball, Jacob i Monod van desenvolupar un model que descrivia la interacció dels diversos tipus de gens i proteïnes a l'hora de la transcripció de l'ARN.
L'any 1965 fou guardonat, juntament amb François Jacob i André Lwoff, amb el Premi Nobel de Medicina o Fisiologia pels seus descobriments referents al control genètic de la síntesi de l'enzim i del virus.
El 1970 publica l'assaig Le hasard et la nécessité ("L'atzar i la necessitat"), que va donar peu a molta polèmica.

## Reconeixements
En honor seu s'anomenà l'asteroide (59388) Monod descobert el 24 de març de 1999 per l'astrònom Matteo M. M. Santangelo.